# Poggio Sannita
Poggio Sannita é uma comuna italiana da região do Molise, província de Isérnia, com cerca de 919 habitantes. Estende-se por uma área de 20 km², tendo uma densidade populacional de 46 hab/km². Faz fronteira com Agnone, Castelverrino, Civitanova del Sannio, Pietrabbondante, Salcito (CB), Schiavi di Abruzzo (CH).

## Demografia
| Variação demográfica do município entre 1861 e 2011                               |
|                                                                                   |
| Fonte: Istituto Nazionale di Statistica (ISTAT) - Elaboração gráfica da Wikipedia |